# Die Herren
Die Herren ist ein deutscher Episodenfilm aus den Jahren 1964/65 von Rolf Thiele, Alfred Weidenmann und Franz Seitz junior, der auch produzierte.

## Handlung
Im Mittelpunkt der Handlung steht die junge Journalistin Evelyne. Die junge Dame hat bereits ein facettenreiches Vorleben und so manchen Mann näher kennengelernt – vom einfachen Jungen bis hin zum schwerreichen Fabrikanten. Angeödet von ihrem Beruf, beginnt sie auf Anregung eines dynamischen Verlegers namens Blech, den sie auf einer Tagung diverser Literaten und anderer Intellektueller in Travemünde kennenlernt, ihre amourösen Abenteuer der Vergangenheit aufzuschreiben, in der Hoffnung, eine schlüpfrige, literarische Sensation landen zu können. Mit Blech landet sie auch im Bett. Sie wird von ihm schwanger, aber Blech verlässt sie. In den folgenden Episoden blickt Evelyne auf ihr Leben zurück und lässt ihre Affären Revue passieren.
Schon frühzeitig zeigt sich Evelyne als frühreifes Früchtchen, als sie während einer Hochzeit auf dem Lande mit dem unwesentlich älteren Bauernjungen Boris anbändelt. Als junge Frau beginnt sie eine Affäre mit einem sehr viel älteren Colonel der US-Besatzungsarmee. Auch diese Liebschaft zerschlägt sich, und Evelyne landet in den Armen eines blasierten Jungadeligen, seines Zeichens ein veritabler Graf. Doch diese Affäre hat gleichfalls keine Zukunft, und so flieht die blonde Sirene schließlich in die Arme und das Bett des biederen Schweizer Uhrenfabrikanten Pflügeli. Der ist zwar willig und ein wahrer Gentleman, dafür lässt seine sexuelle Manneskraft mehr als zu wünschen übrig.

## Produktionsnotizen
Die Herren entstand zwischen Juni 1964 und März 1965 und wurde am 25. August 1965 in Frankfurt am Main uraufgeführt. Der Film besteht aus folgenden fünf Episoden:
- Episode 1: Die Intellektuellen. Regie: Rolf Thiele. Drehzeit September 1964 im Bavaria-Atelier in München-Geiselgasteig. Mit Susy Andersen und Mario Adorf.
- Episode 2: Die Bauern. Regie: Rolf Thiele. Drehzeit Juni/Juli 1964 im Bavaria-Atelier in München-Geiselgasteig und in Jugoslawien. Mit Susy Andersen, Bruno Dietrich, Ulrich Beiger, Gregor von Rezzori.
- Episode 3: Die Soldaten. Regie: Rolf Thiele. Drehzeit Oktober 1964 im Bavaria-Atelier in München-Geiselgasteig. Mit Astrid Frank und Peter van Eyck.[1]
- Episode 4: Die Aristokraten. Regie: Franz Seitz. Drehzeit November 1964 im Bavaria-Atelier in München-Geiselgasteig und im Schloss Seefeld am Ammersee. Mit Letitia Roman und Friedrich von Thun.
- Episode 5: Die Bürger. Regie: Alfred Weidenmann. Drehzeit März 1965 im Atelier in Hamburg-Wandsbek. Mit Letitia Roman und Paul Hubschmid.[2][3]

Bei der in Deutschland völlig unbekannten Susy Andersen (* 1940), die in den ersten beiden Episoden die blonde Evelyne verkörperte, handelt es sich um eine italienische Schauspielerin, die zu dieser Zeit (1960er Jahre) in ihrem Heimatland intensiv filmte.
Die Produktionsleitung hatte Willy Zeyn junior. Die Filmbauten entwarf Robert Stratil, die Kostüme Maleen Pacha. Petrus Schloemp assistierte Chefkameramann Wolf Wirth.
Eigentlich sollten die Dreharbeiten zum gesamten Film bereits 1964 abgeschlossen werden. Da aber Alfred Weidenmann aus Terminproblemen (Schüsse im Dreivierteltakt) seine Episode nicht termingerecht geliefert hatte, konnte Die Herren erst im Sommer 1965 herausgebracht werden.

## Kritik
Der Film wurde von der nationalen Filmkritik als schmuddelige Altherrenphantasie nahezu durchgängig verrissen. Nachfolgend eine kleine Auswahl:
Die Zeit schrieb in ihrer Ausgabe vom 3. September 1965: „Der Schlüsselroman von Angelika Schrobsdorff ist, es konnte nicht ausbleiben, von Rolf Thiele verfilmt worden; Alfred Weidenmann, der mit Thiele die Ahnungslosigkeit und den schlechten Geschmack gemein hat, und Georg Laforet haben sekundiert. Mit einem faden Ausfall gegen die Intellektuellen im allgemeinen und die Gruppe 47 im besonderen zettelt Thiele den Reigen an (…) Die Zwischentitel vor allem – Die Bauern, Die Soldaten, Die Aristokraten, Die Bürger – simulieren eine soziologische Genauigkeit, um die sich Thiele und Co. noch nicht einmal bemühen; dem folkloristischen Tableau vom derbsüßen Landleben und rückständigen Deflorationsritus fehlen die Bezüge zu irgendeiner Wirklichkeit ebenso wie den Schablonen vom zügellosen Besatzungssoldaten, vom schwachsinnig schwatzenden Hochadel und dem Geld-spielt-keine-Rolle-Industriellen. Die Geschichte des bundesdeutschen Nachkriegsfilms ist um eine Peinlichkeit reicher.“
Der film-dienst befand: „Von Rolf Thiele ist der deutsche Filmbesucher einiges an geistiger Selbstbeschmutzung gewohnt. Verwunderlich ist aber, daß es Georg Laforet und Alfred Weidenmann dem ›Cheferotiker des deutschen Films‹ an schmuddeliger Gesinnung gleichtun wollen.“
Das Lexikon des internationalen Films schreibt: „Vier in Rückblenden erzählte Episoden stellen vier Männer vor – vom heißblütigen Jugoslawen bis zum impotenten Schweizer –, die immer nur das eine wollen. Was dagegen die Regisseure wollten, bleibt unklar. Weil sie ständig nach der FSK-Schere schielen, können sie weder ihre satirischen Ansätze noch ihre spekulative Erotik so recht auf den Punkt bringen. Das eine verkommt zur hämischen Witzelei, das andere zur dumpfen Schlüpfrigkeit.“
Filme 1965–70 schrieb: „Teils witzig, teils ernst gemeinter, von drei Regisseuren gestalteter Episodenfilm von schmuddeliger Gesinnung.“
Auch der Evangelische Film-Beobachter lässt kein gutes Haar an dem Streifen: „Peinlichkeiten, gestalterische Mühsal, die es doch nur zum Dilettantismus bringt, und Unwissenheit geben das übliche Spiegelbild kümmerlicher deutscher Filmverhältnisse wieder. Völlig unnötig.“